# Pál Békés
Pál Békés (Budapest, 27 de marzo de 1956 - 28 de mayo de 2010, ibíd.) fue un escritor, dramaturgo y traductor húngaro. De su extensa producción destacan principalmente sus libros de literatura infantil y juvenil, con los que ha obtenido gran éxito.

## Trayectoria
Realizó sus estudios de secundaria en el Instituto Miklós Radnóti de Budapest, después en la sección de literatura comparada húngaro-inglés de la Facultad de Filología de la Universidad Loránd Eötvös de Budapest (1975–80). Mientras, desde el momento en que acabó la escuela secundaria trabajó como agente encuestador.
En 1980–81 trabajó como maestro de lengua húngara e inglés. Entre 1994 y 1996 dirigió el Estudio Literario, Artístico y Teatral de la Televisión Húngara (IKSZ), y después, desde 1997 hasta el 2000 trabajó como responsable de teatro y literatura.
Desde el año 2000 es el presidente de la comisión húngara del Consejo Internacional del Libro Infantil y Juvenil (IBBY, International Board on Books for Young, o Gyermekkönyvek Nemzetközi Tanácsa). En el 2004, el Año de la Cultura Húngara en Gran Bretaña, fue el comisionado de asuntos artísticos de Magyar Magic (la empresa que realizó las actividades).
En el año 2005 ideó el movimiento El Gran Libro, para popularizar la lectura.
Junto a esto, destaca también por su actividad traductora, entre otros, ha traducido del inglés a Vladimir Nabokov, Anthony Burgess o Woody Allen.
Tuvo dos hijos: Bálint y Dorottya.

## Obras
(las más importantes)
- Cigüeñas (Darvak, novela, 1979)
- Mi amor, en camino (Szerelmem, útközben, novela, 1983)
- El duende manazas (A kétbalkezes varázsló Archivado el 4 de septiembre de 2006 en Wayback Machine., novela infantil, 1984) -ha sido traducida a varios idiomas (italiano, ruso, polaco)
- Mitos del bloque (Lakótelepi mítoszok (enlace roto disponible en Internet Archive; véase el historial, la primera versión y la última)., relatos, 1984)
- El gran día del Doctor Vidor Minorka (Doktor Minorka Vidor nagy napja, novela infantil, 1985)
- El miedoso (A félőlény, novela infantil, 1991)
- Un tejón en la banqueta (Borz a sámlin, cuentos, 1986)
- El sabio enmendador de faltas (A Bölcs Hiánypótló, novela infantil, 2005)
- Chicago (Csikágó, novela, 2006)

## Premios
(entre otros)
- Diploma Maksim Gorki (1985)
- Premio al Libro Infantil del Año (1991), por El miedoso (A félőlény)
- Premio Tibor Déry (1998)
- Premio al Creador de la Fundación Soros (2000)
- Premio Attila József (2000)
- Concurso Nuestra Querida Lengua Materna (2004)
- Cruz del Caballero de la Orden de la República Húngara (2006)
- Premio Sándor Hevesi (2006)